# Polypodium scouleri
Polypodium scouleri är en stensöteväxtart som beskrevs av William Jackson Hooker och Grev. Polypodium scouleri ingår i släktet Polypodium och familjen Polypodiaceae. Inga underarter finns listade.

## Bildgalleri

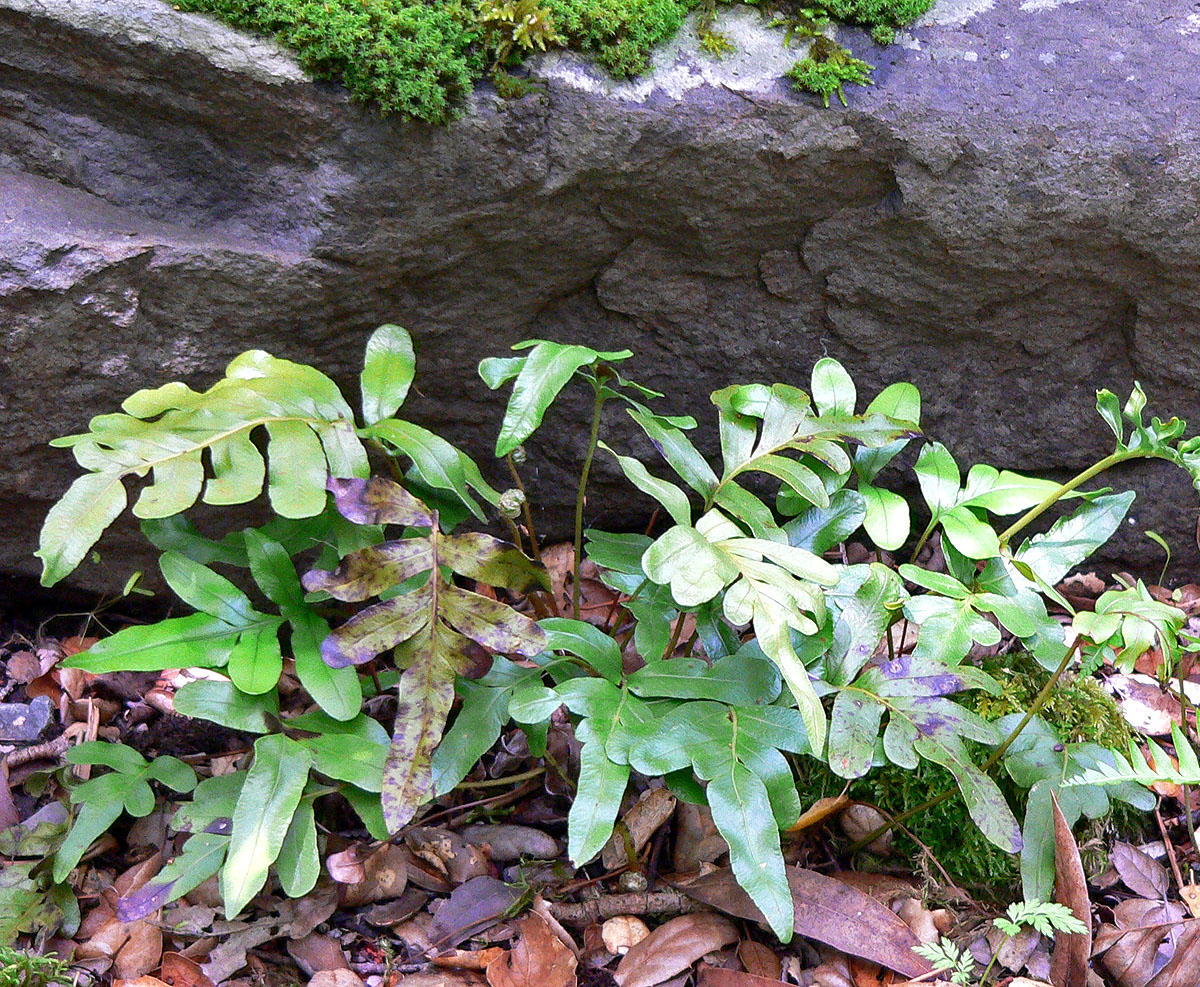
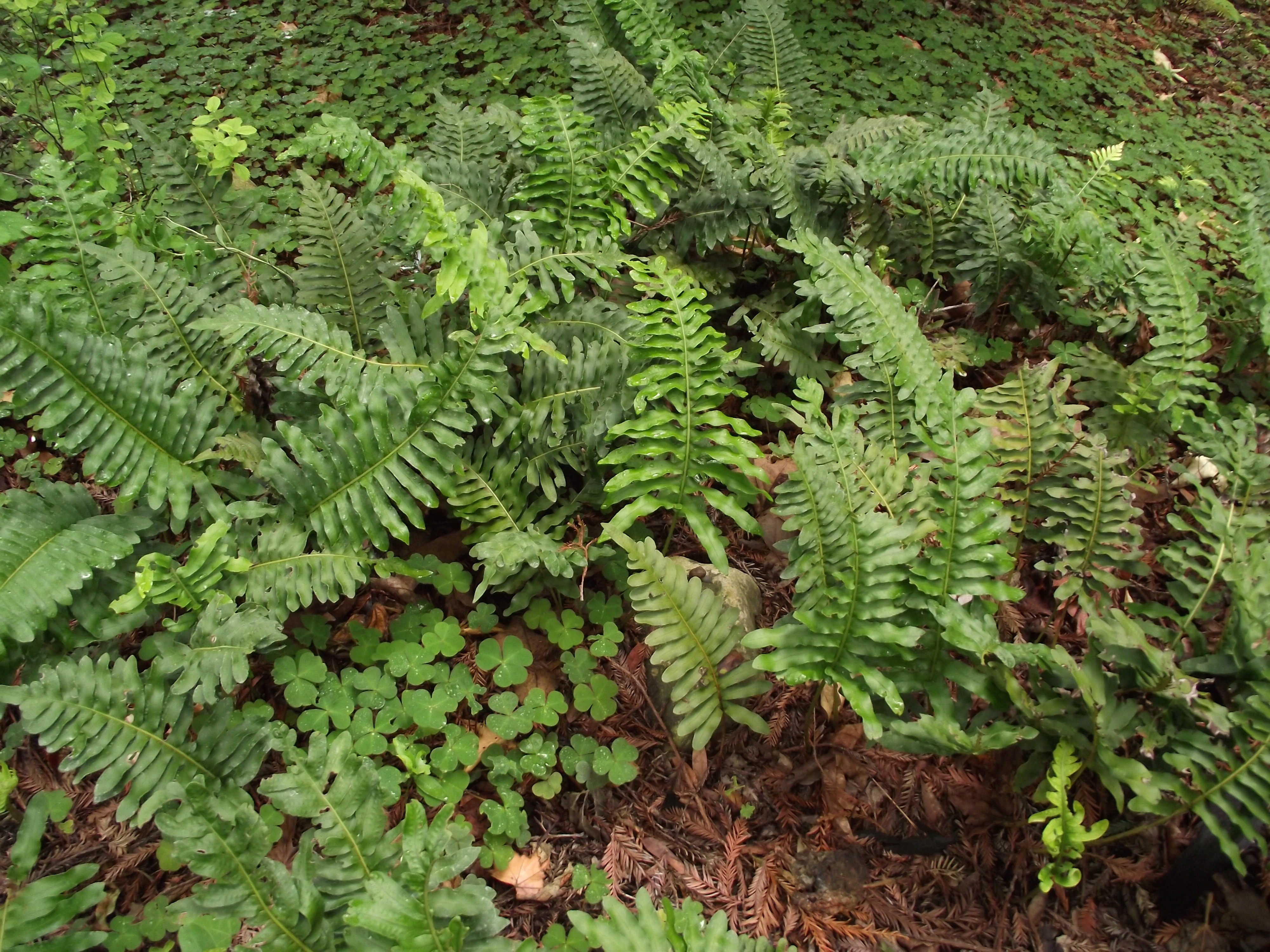